# Wiwilí de Jinotega
Wiwilí de Jinotega là một khu tự quản thuộc tỉnh Jinotega, Nicaragua. Khu tự quản Wiwilí de Jinotega có diện tích 2370 ki lô mét vuông. Đến thời điểm năm 2005, huyện Wiwilí de Jinotega có dân số 57485 người.